# Stazione di Campiglione-Fenile
La stazione di Campiglione-Fenile era una stazione ferroviaria posta sulla linea Bricherasio-Barge. Serviva il centro abitato di Campiglione-Fenile.